# Sander Levin
Sander Martin Levin, né le 6 septembre 1931 à Détroit (Michigan), est un homme politique américain, représentant démocrate du Michigan à la Chambre des représentants des États-Unis de 1983 à 2019.

## Biographie

### Jeunesse et débuts en politique
Sander Levin est originaire de Détroit. Après des études à l'université de Chicago, à Columbia et à Harvard, il commence une carrière d'avocat.
En 1965, il entre au Sénat du Michigan. En 1970 et 1974, il remporte la nomination démocrate pour le poste de gouverneur du Michigan mais est battu par le candidat républicain,. Il travaille ensuite pour l'Agence des États-Unis pour le développement international de 1977 à 1981.

### Représentant des États-Unis
Il est élu à la Chambre des représentants des États-Unis à partir de 1982, dans la banlieue de Détroit. De 1982 à 1990, il rassemble tous les deux ans plus de 66 % des voix dans le 17e district du Michigan. Sa circonscription est supprimée en 1992, Levin se présente alors dans le 12e district. Dans les années 1990, il est réélu avec des scores compris entre 52 et 58 % des suffrages. Entre 2000 et 2008, il progresse à chaque élection, passant de 64,3 % des voix à 72,1 %. En 2010, il est réélu par 61,1 % des électeurs. Durant le 111e congrès, il préside le Ways and Means Committee de la Chambre des représentants,.
Avant les élections de 2012, les circonscriptions du Michigan sont redécoupées. Levin réside désormais dans le 9e district, tout comme le représentant démocrate Gary Peters. Peters choisit cependant de se présenter dans le 14e district. Levin est réélu avec 61,9 % des voix en 2012 et 60,4 % en 2014. Âgé de 85 ans, Levin est candidat à un 18e mandant à la Chambre des représentants en 2016,. Il est réélu avec environ vingt points d'avance sur son adversaire républicain.
En décembre 2017, il annonce qu'il ne sera pas candidat à un nouveau mandat en 2018 et qu'il va devenir professeur au sein de la Gerald R. Ford School of Public Policy de l'université du Michigan,.

### Vie privée
Sander Levin est issu d'une famille engagée en politique. Son frère Carl Levin est sénateur démocrate du Michigan jusqu'en 2015. Son fils, Andy, également homme politique, est élu pour lui succéder dans son district lors des élections de 2018.

## Positions politiques
Sander Levin est un démocrate libéral (au sens américain du terme). Élu d'un district où l'industrie automobile est importante, il se pose en défenseur de la classe ouvrière et s'oppose à l'ALENA. Il est notamment spécialisé sur les questions d'impôts et de commerce international.